# Lithopedion

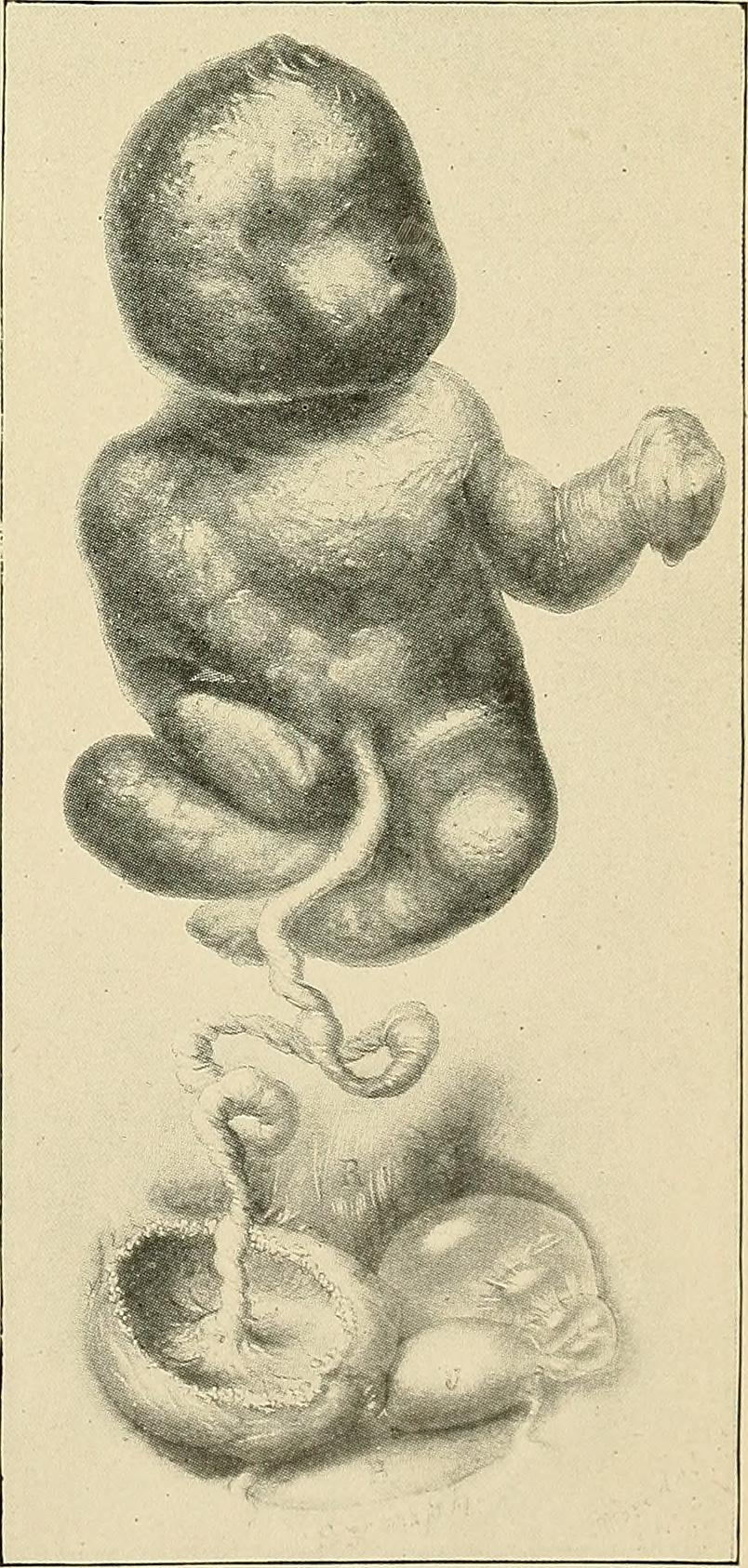
Lithopedion zonder gezichtskenmerken, zowel de placenta als het zachte weefsel is verkalkt.

Lithopedion, soms ook gespeld als: lithopaedion, tevens bekend als: stenen baby, is een zeldzaam fenomeen dat vooral voorkomt wanneer een foetus calcificeert (verkalkt) nadat deze prenataal is overleden. Lithopedions worden doorgaans gevormd bij een buitenbaarmoederlijke zwangerschap, meestal is de foetus dan genesteld in de buikholte en soms in de eileider. Dit gebeurt alleen wanneer de foetus te groot is voor foetale resorptie.

## Etymologie
Het woord lithopedion komt van het Oudgriekse λίθος [líthos] (steen) en παιδίον [paidíon] (kind). Lithopedion betekent dus letterlijk: stenen kind.

## Vorming
Lithopedions worden bijna altijd gevormd bij buitenbaarmoederlijke zwangerschappen, heel soms wordt een lithopedion in de baarmoeder gevormd. De foetus kan alleen een lithopedion worden wanneer deze na overlijden niet wordt geabsorbeerd of uitgestoten door het lichaam van de moeder. Een lithopedion wordt meestal gevormd wanneer de foetus overlijdt in of na de 14e zwangerschapsweek, wanneer de beenderen in de foetus reeds te ver zijn uitgehard voor absorptie door het lichaam van de moeder. De verkalking van de foetus is een onderdeel van een natuurlijk afweermechanisme van het lichaam om het omliggende weefsel te beschermen tegen de dode foetus.

## Diagnose
Het is niet ongewoon dat een lithopedion lange tijd niet wordt gediagnosticeerd, in sommige gevallen zelfs ruim na de menopauze. Gemiddeld zijn vrouwen 55 jaar oud op het moment van diagnose, de oudste vrouw was 100 jaar oud. De diagnose wordt doorgaans vastgesteld bij beeldvormend medisch onderzoek na klachten over buikpijn of een zwelling in de buik. Dankzij de moderne gezondheidszorg wordt een buitenbaarmoederlijke nesteling van een embryo veel sneller opgemerkt en daarom zal de vorming van een lithopedion nog zeldzamer gaan worden.

## Frequentie
In ruim 400 jaar medische literatuur zijn er minder dan 300 gevallen van lithopedions in mensen beschreven. De kans op een buitenbaarmoederlijke zwangerschap is 1 op 11.000, in slechts 1,5% tot 1,8% van deze gevallen ontwikkelt de vrucht zich tot een lithopedion. Dit betekent dat op elke tien miljoen zwangerschappen er 13 tot 16 lithopedions worden gevormd.

## Galerij

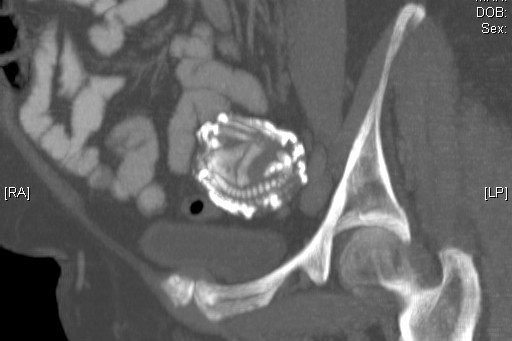
76-jarige vrouw met een lithopedion die pas na 50 jaar per toeval is ontdekt bij een operatie om de baarmoeder te verwijderen (hysterectomie).
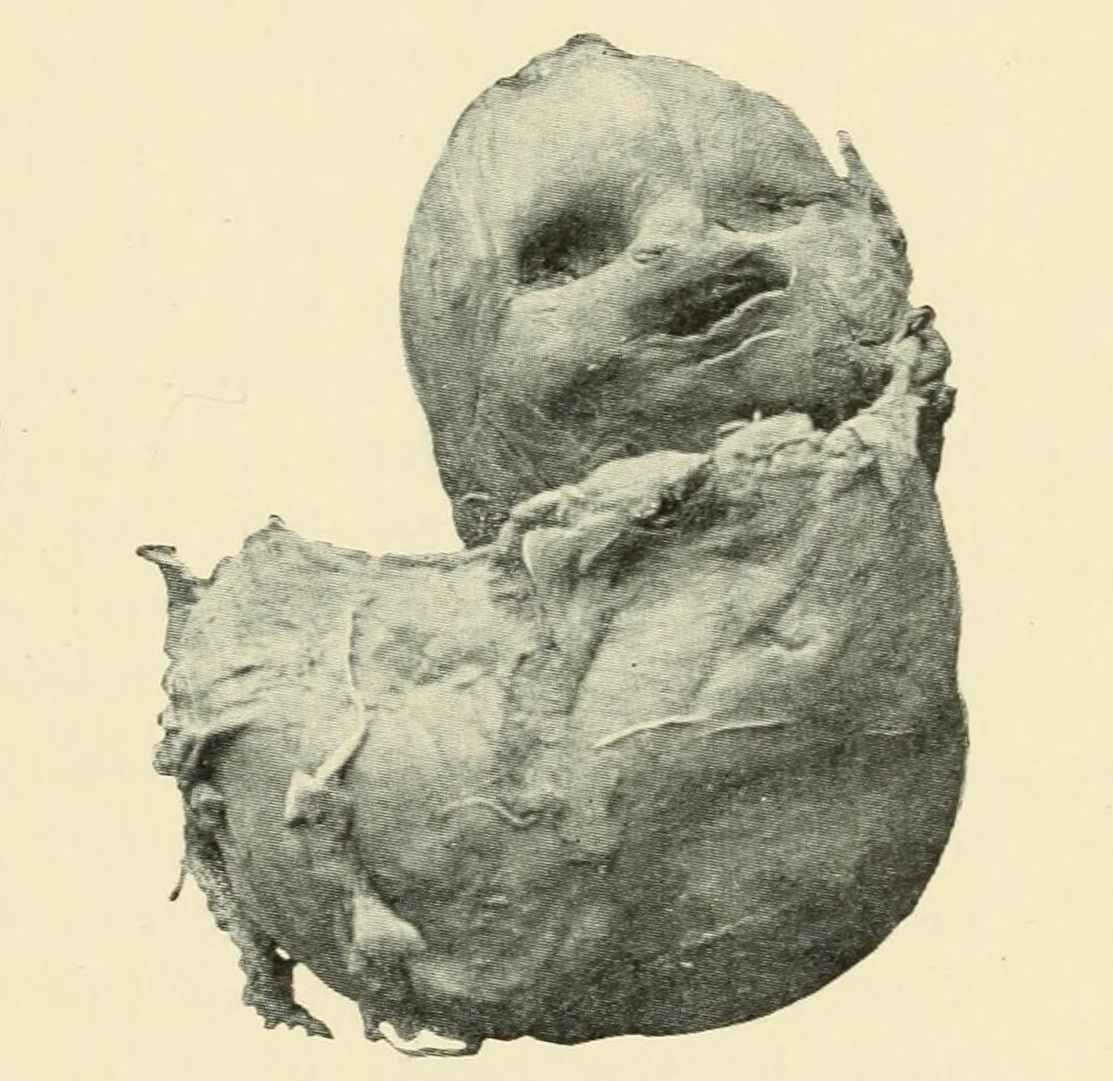
Lithopedion die in 1898 is ontdekt, twee jaar na de mislukte zwangerschap.
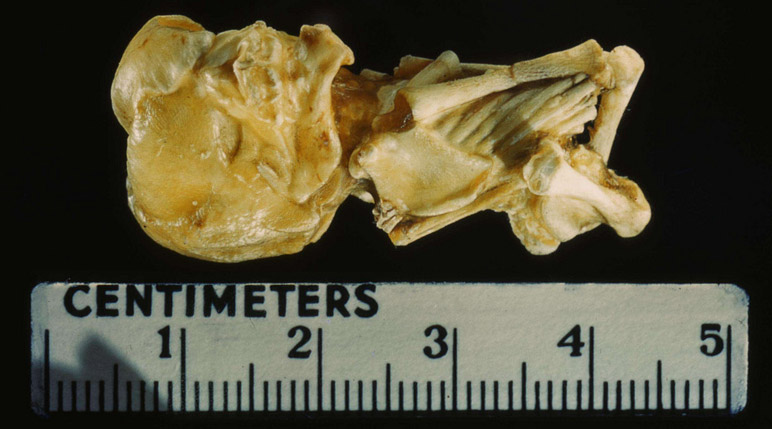
Lithopedion aangetroffen aan de buitenzijde van de blaas, nabij de baarmoederhals.
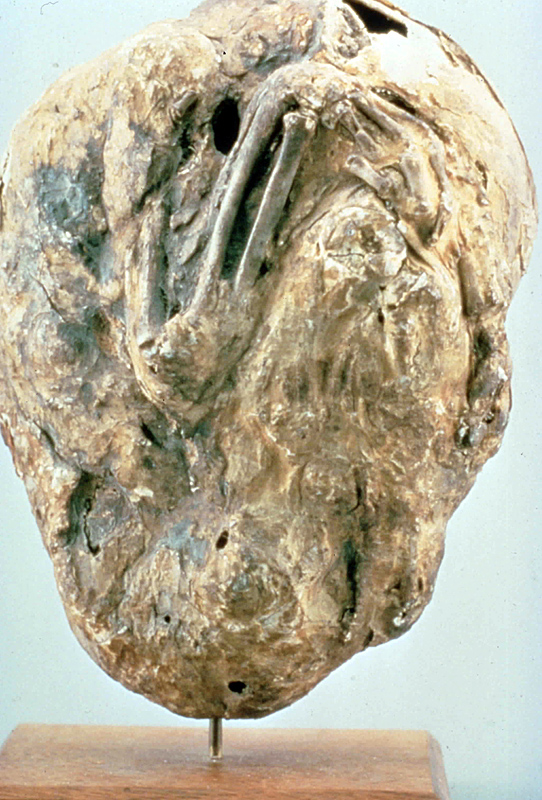
Lithopedion die ruim 50 jaar is meegedragen door de moeder. De moeder heeft na deze mislukte zwangerschap nog een vijftal succesvolle zwangerschappen doorgemaakt.